# 日下翔平 (子役)
日下 翔平（くさか しょうへい、1997年4月12日 - ）は、日本の俳優。N.A.Cセグンドソルに所属していた。

## 出演

### 舞台
- 佐倉義民伝（2005年5月、国立大劇場） - 彦七役
- 佐倉義民伝（2006年6月 - 7月、全国巡業） - 彦七役

### バラエティ
- なにわ人情コメディ 横丁へよ～こちょ! 第37話（ABCテレビ）
- なるトモ!（読売テレビ）再現VTR
- マチャミナイト ガチンコ視聴率バトル 私がPだ!（テレビ朝日）

### テレビドラマ
- 京都殺人案内（ANB）
- 水戸黄門 第36部・第10話（2006年、TBS） - 吾一役
- 逃亡者 おりん 第6話（2007年1月5日、テレビ東京） - 新八役

### 映画
- 憑神（2007年6月23日公開）

### テレビCM
- 銀の皿
- マクドナルド
- リクルート

### 教育映画
- 私の好きなまち - 今井元太役

### VP
- 香り
- 結婚式ビデオ
- 難波金融伝・ミナミの帝王Ver.59 - 斉藤竜太役